# فرد دونلاب
فرد دونلاب (بالإنجليزية: Fred Dunlap)‏ هو لاعب كرة قاعدة أمريكي، ولد في 21 مايو 1859 في فيلادلفيا في الولايات المتحدة، وتوفي بنفس المكان في 1 ديسمبر 1902.

## وصلات خارجية
- فرد دونلاب على موقعبيزبول رفرنس.كوم (الدوري الرئيسي) (الإنجليزية)
- فرد دونلاب على موقعبيزبول رفرنس.كوم (الدوري الثانوي) (الإنجليزية)
- فرد دونلاب على موقع مشجعي الرسوم البيانية (الإنجليزية)